# Edwin Katzenellenbogen
Edwin Katzenellenbogen, född 22 maj 1882 i Stanislau, död efter 1953, var en tysk promoverad psykiater och dömd krigsförbrytare. 

## Biografi
Katzenellenbogen emigrerade till USA år 1905 och undervisade vid Harvard University från 1909 till 1910. År 1920 återvände han till Tyskland. I december 1924 åtalades Katzenellenbogen för flera fall av bedrägeri och stöld. Han flydde till Tjeckoslovakien för att undgå sitt straff.
År 1935 dömdes han till sex månaders fängelse för förnyade anklagelser om bedrägeri och stöld. Fem år senare greps han och förhördes av Gestapo. På grund av sina kunskaper i psykiatri rekryterades han av Wehrmacht för att undersöka soldater som misstänktes lida av psykisk sjukdom.

### Buchenwald

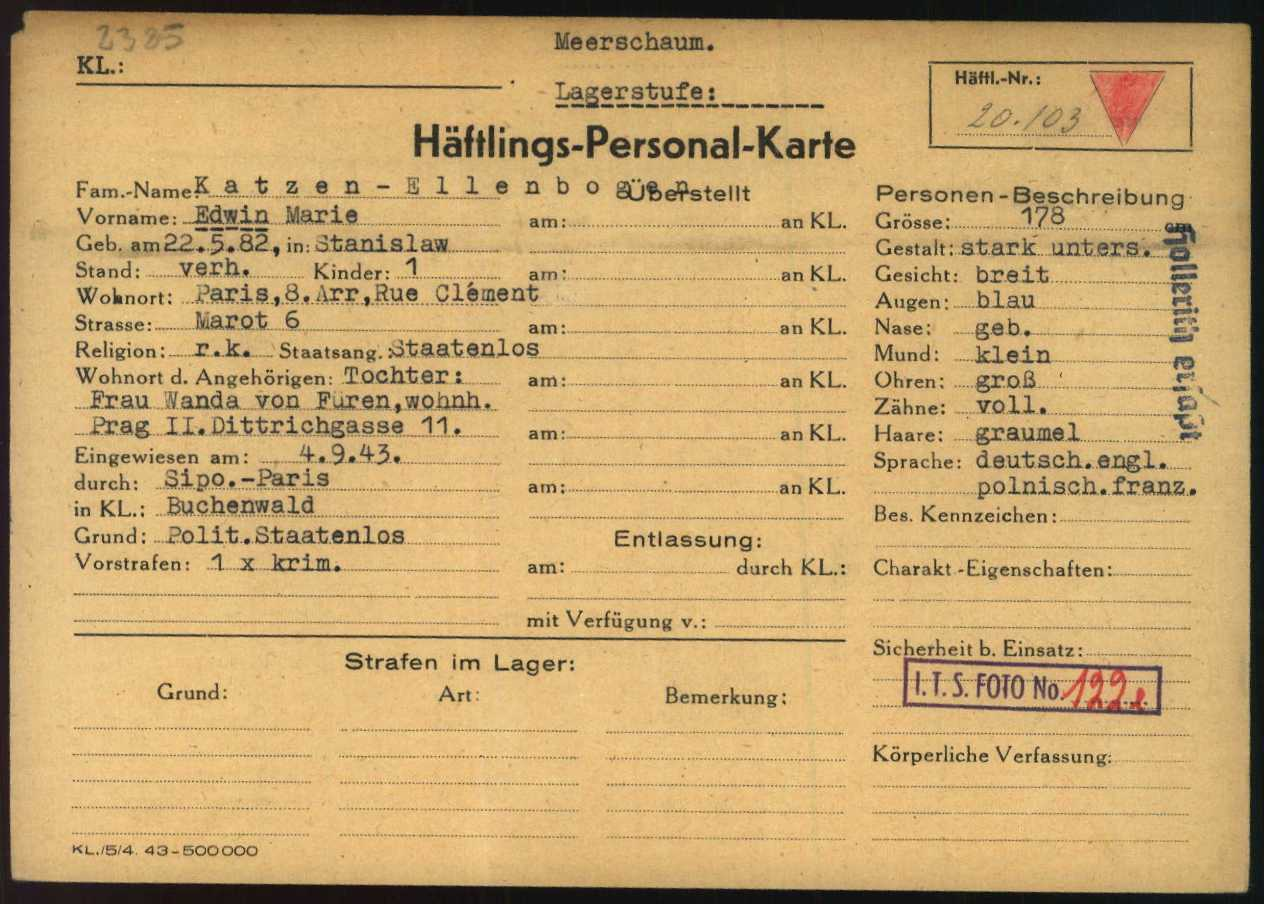
Registreringskort för Edwin Katzenellenbogen som fånge i det nazistiska koncentrationslägret Buchenwald.

I september 1943 internerades Katzenellenbogen i koncentrationslägret Buchenwald, där han fick tjänstgöra som läkarkapo (tyska Häftlingsarzt), först i det så kallade lilla lägret och från oktober 1944 till april 1945 i huvudlägret. Han vann lägerläkaren Gerhard Schiedlauskys förtroende och behandlade dennes sömnstörningar med psykoterapi och hypnos. I sin egenskap av Häftlingsarzt hade Katzenellenbogen tillgång till starka mediciner, vilka han sålde till lägerfångar. Katzenellenbogen dödade fångar med fenolinjektioner samt deltog i pseudomedicinska experiment tillsammans med lägerläkaren Werner Greunuss.

### Rättegång
Efter andra världskriget greps Katzenellenbogen och ställdes 1947 tillsammans med 30 andra misstänkta krigsförbrytare inför rätta vid Buchenwaldrättegången. Han åtalades bland annat för att ha misshandlat och dödat allierade fångar. Katzenellenbogen bad domstolen om dödsstraff:
| ” | Ni har märkt min panna med Kainsmärket. Den psykiater som har begått de brott jag står åtalad för förtjänar att dö. Därför ber jag om en enda nåd. Tillämpa på mig den högsta formen av terapi som ni förfogar över. | „ |

Den 14 augusti 1947 dömdes Katzenellenbogen till livstids fängelse. År 1948 omvandlade den militäre guvernören Lucius D. Clay straffet till 15 års fängelse. Katzenellenbogen frisläpptes av hälsoskäl den 26 september 1953.